# Агиос Димитриос (дем Кожани)
Агиос Димитриос или Топчилар (на гръцки: Άγιος Δημήτριος, до 1927 година Τοπτσιλάρ, Топцилар) е село в Гърция, в дем Кожани, област Западна Македония.

## География
Агиос Димитриос е разположено на 780 m надморска височина, североизточно от Кожани, в югозападните склонове на Каракамен (Вермио). Край селото е разположена ТЕЦ „Агиос Димитриос“, най-голямата електроцентрала в Гърция.
В селото е разположен Вазелонският манастир.

## История

### В Османската империя
В края на XIX век Топчилар е турско село в Кожанска каза на Османската империя. На Етнографската карта на Битолския вилает на Картографския институт в София от 1901 година Топчилер е чисто турско село в Кожанската каза на Серфидженския санджак със 141 къщи.
Според статистика на Серфидженския санджак на гръцкото консулство в Еласона от 1904 година в Топчилар (Τοπτσιλάρ), Кожанска каза, живеят 750 турци.

### В Гърция
През Балканската война в 1912 година в селото влизат гръцки части и след Междусъюзническата в 1913 година остава в Гърция. В 1913 година селото (Τοπτσιλάρ) има 846 жители. През 20-те години населението му се изселва в Турция и на негово място са настанени бежанци от Турция. В 1928 година селото е изцяло бежанско с 239 семейства и 884 жители бежанци.
През 1927 година името на селото е сменено на Агиос Димитриос.
Населението традиционно произвежда картофи тютюн, жито и други земеделски продукти, като се занимава и със скотовъдство.
| Име      | Име           | Ново име   | Ново име   | Описание                                            |
| -------- | ------------- | ---------- | ---------- | --------------------------------------------------- |
| Топчилар | Δάσος Ταψιλάρ | Певкон     | Πευκόν     | местност на ЮЗ от Агиос Димитриос                   |
| Бахар    | Παρχάρ        | Воскотопос | Βοσκότοπος | местност в Каракамен на ССИ от Агиос Димитриос      |
| Аманати  | Άμανάτη       | Пигади     | Πηγάδι     | местност на ЮЗ от Агиос Димитриос                   |
| Крагиза  | Κράγκιζα      | Крания     | Κρανιά     | връх в Каракамен на ССИ от Агиос Димитриос (1428 m) |

| Година    | 1913 | 1920 | 1928 | 1940 | 1951 | 1961 | 1971 | 1981 | 1991 | 2001 | 2011 | 2021 |
| --------- | ---- | ---- | ---- | ---- | ---- | ---- | ---- | ---- | ---- | ---- | ---- | ---- |
| Население | 846  | 852  | 850  | 1375 | 1247 | 1356 | 946  | 985  | 1034 | 1077 | 830  | 621  |